# Srŏk Ângkôr Borei
Srŏk Ângkôr Borei är ett distrikt i Kambodja.   Det ligger i provinsen Takeo, i den södra delen av landet, 60 km söder om huvudstaden Phnom Penh. Antalet invånare är 44 980.